# Organización municipal de la provincia de Misiones

División geográfica de los municipios de Misiones

En la provincia de Misiones en Argentina el régimen municipal es ejercido por gobiernos locales denominados municipios. Sus ejidos son subdivisiones de los departamentos y cubren todo el territorio provincial.

## Los municipios en la Constitución de la Nación Argentina
La organización municipal estuvo contemplada en la Constitución de la Nación Argentina desde su primera promulgación el 1 de mayo de 1853, expresando en su artículo 5 que cada provincia debía dictar una constitución que asegurara su régimen municipal. Sin embargo, no estaba claro si los municipios debían ser autónomos o autárquicos hasta la sentencia del 21 de marzo de 1989 de la Corte Suprema de Justicia de la Nación Argentina (Caso Rivademar), que interpretó que los municipios eran constitucionalmente autónomos.
Esta sentencia fue contemplada en la reforma de la Constitución de la Nación Argentina según el texto sancionado el 22 de agosto de 1994:

Art. 123. Cada provincia dicta su propia Constitución, conforme a lo dispuesto por el Art. 5 asegurando la autonomía municipal y reglando su alcance y contenido en el orden institucional, político, administrativo, económico y financiero.

## Los municipios en la Constitución de la Provincia de Misiones
La Constitución de la Provincia de Misiones sancionada el 21 de abril de 1958 y enmendada en 2012 contempla la organización municipal en los artículos 161 a 171:

Art. 101. Corresponde a la Cámara de Representantes:
 (...) 9. Disponer la creación de villas, declarar ciudades (...)
11. Establecer la división política de la Provincia y los ejidos municipales, tomando por base la extensión, población y continuidad (...)

Art. 161. El municipio gozará de autonomía política, administrativa y financiera, ejerciendo sus funciones con independencia de todo otro poder.

Art. 162. La ley establecerá tres categorías de municipios de acuerdo al número de sus habitantes. El Gobierno de los municipios de primera y segunda categoría se ejercerá por una rama ejecutiva y otra deliberativa. Los municipios de tercera categoría por comisiones de fomento.

Art. 163. Todas las autoridades municipales son electivas en forma directa. Los intendentes a simple pluralidad de sufragios; los concejales y los miembros de las comisiones de fomento, por el sistema de representación proporcional.

Art. 170. Los municipios comprendidos en la primera categoría podrán dictarse sus respectivas cartas orgánicas para su gobierno, de acuerdo a los principios contenidos en esta Constitución.

### Alcance de la autonomía institucional
La Constitución de la Provincia de Misiones delega en la Legislatura provincial el establecimiento de tres categorías de municipios, estableciendo que los de primera categoría pueden obtener la autonomía institucional mediante la sanción de una carta orgánica. La constitución establece que los municipios con carta orgánica deben tener un gobierno de elección popular compuesto por una rama ejecutiva a cargo de un intendente, y otra deliberativa a cargo de un concejo. Este último debe estar integrado por un número de concejales determinado por cada carta orgánica.

## LeyOrgánica de Municipalidades
La ley Orgánica de Municipalidades n.º 257 fue sancionada el 16 de diciembre de 1964 y reemplazó a la ley n.º 23 que establecía municipios de tercera (3000 a 5000 hab.), segunda (5000 a 10 000 hab.) y primera categoría (más de 10 000 hab. y con facultad para dictar carta orgánica). Con 5 concejales para los municipios de tercera y segunda, 7 para los de primera categoría y 9 para Posadas. 
La ley n.º 3848 de 6 de mayo de 2002 introdujo modificaciones en las categorías y el número de concejales, elevando además a segunda categoría a todos los municipios de tercera existentes en ese momento:

Art. 2. Establécense municipios de primera, segunda y tercera categoría, según lo prescribe la Constitución provincial. Los centros cuya población no exceda de 400 habitantes son de tercera categoría, los que tienen más de 400 y no exceden de 10.000, son de segunda categoría y los que exceden dicho número son de primera categoría.

Los municipios que no exceden de 10.000 habitantes elegirán tres (3) concejales titulares e igual número de suplentes, los que superen dicho número y no exceden de 200.000 elegirán cinco (5) concejales titulares e igual número de suplentes y los municipios que exceden de 200.000 habitantes elegirán diez (10) concejales titulares e igual número de suplentes.

La ley n.º 4168 del 22 de diciembre de 2004, llevó a 9 el número de concejales de los municipios de primera categoría que superen los 200 000 habitantes y a 7 en los de menos habitantes, para los de segunda y tercera se eleva a 5 concejales, pero fue derogada por la ley n.º 4245 de 22 de diciembre de 2005 que restableció el texto de la ley n.º 3848 sin haber llegado a producirse los cambios.
La ley n.º 257 fue incorporada al Digesto como Ley XV – n.º 5, expresando en su texto consolidado:

Art. 1. El gobierno y la administración de los intereses y servicios comunales de la Provincia, corresponden a las municipalidades, de acuerdo con lo establecido por la Constitución Provincial y la presente Ley.

Art. 2. Establécense municipios de primera, segunda y tercera categoría, según lo prescribe la Constitución Provincial. Los municipios cuya población exceda de diez mil (10.000) habitantes son de primera categoría, los que tienen más de cuatrocientos (400) y no exceda diez mil (10.000), son de segunda categoría y los que no excedan de cuatrocientos (400) habitantes son de tercera categoría.

Los municipios de primera categoría elegirán siete (7) concejales titulares y cuatro (4) suplentes. Los municipios de segunda y tercera categoría elegirán cinco (5) concejales titulares y tres (3) suplentes.

Art. 3: Cada Municipio tendrá los límites que determinaren las leyes respectivas, dentro de los cuales ejercerá su jurisdicción.

Art. 4: Los municipios de primera categoría podrán dictarse sus propias cartas orgánicas. Mientras no lo hicieren, se regirán por la presente Ley.

Art. 6: El gobierno de los municipios de primera y segunda categoría será ejercido por un Departamento Ejecutivo y otro Deliberativo.

Art. 7: El gobierno de los municipios de tercera categoría será ejercido por comisiones de fomento, correspondiendo la titularidad del Departamento Ejecutivo al Presidente de la misma. Será Presidente de la Comisión de Fomento el candidato nominado en primer término de la lista del Partido Político que obtuviera mayor cantidad de sufragios.

Art. 8: A todos sus efectos, los municipios de las distintas categorías usarán la denominación: "Municipalidad de...".

## Municipios
- La constitución provincial sancionada el 21 de abril de 1958 incluyó una cláusula transitoria (art. n.º 4) con una lista de los municipios por categoría:

Se declaran:
 1) MUNICIPIOS DE PRIMERA CATEGORIA:

Posadas, Departamento Capital que elegirá nueve concejales; Eldorado, Departamento Eldorado; Oberá, Departamento Oberá; Apóstoles, Departamento Apóstoles; que elegirán siete concejales.
 2) MUNICIPIOS DE SEGUNDA CATEGORIA:

Leandro N. Alem, Departamento Leandro N. Alem; San Ignacio, Departamento San Ignacio; Cerro Azul, Departamento Leandro N. Alem; Montecarlo Departamento Montecarlo; Campo Ramón, Departamento Oberá; Libertador General San Martín, Departamento Libertador General San Martín; San Javier, Departamento San Javier; Dos Arroyos, Departamento Leandro N. Alem; Concepción de la Sierra, Departamento Concepción; Corpus, Departamento San Ignacio; Santo Pipó, Departamento San Ignacio; San José, Departamento Apóstoles; Los Helechos, Departamento Oberá; Guaraní, Departamento Oberá; Campo Grande, Departamento Cainguás; Jardín América, Departamento San Ignacio Candelaria, Departamento Candelaria; Santa Ana, Departamento Candelaria; Gobernador Roca, Departamento San Ignacio; Garupá, Departamento Capital; San Martín, Departamento Oberá; Azara, Departamento Apóstoles; Gobernador López, Departamento Leandro N. Alem, Cerro Corá, Departamento Leandro N. Alem; Olegario V. Andrade, Departamento Leandro N. Alem; Bompland, Departamento Candelaria; Mártires, Departamento Candelaria; Campo Viera, Departamento Oberá; Santa María, Departamento Concepción; Aristóbulo del Valle, Departamento Cainguás; Itacaruaré, Departamento San Javier; que elegirán cinco concejales.
 3) COMISIONES DE FOMENTO:

San Pedro, Departamento San Pedro; Libertad, Departamento lguazú; Hipólito Irigoyen, Departamento San Ignacio; El Soberbio, Departamento Guaraní; Colonia Polana, Departamento San Ignacio; Mojón Grande, Departamento San Javier; Alba Posse, Departamento Veinticinco de Mayo; General Alvear, Departamento Oberá; Colonia Wanda, Departamento Iguazú; Florentino Ameghino, Departamento San Javier; Piray, Departamento Montecarlo. Tres Capones, Departamento Apóstoles; Colonia Alberdi, Departamento Oberá; General Urquiza, Departamento San Ignacio; Caá Yarí, Departamento Leandro N. Alem; Caraguatay, Departamento Montecarlo; Capioví, Departamento Libertador General San Martín; Puerto Esperanza, Departamento Iguazú; Veinticinco de Mayo, Departamento Veinticinco de Mayo; Almafuerte, Departamento Leandro N. Alem; Colonia Victoria, Departamento Eldorado; Dos de Mayo, Departamento General San Martin; Nueve de julio Departamento Eldorado; Bernardo de Yrigoyen, Departamento Manuel Belgrano; Panambi, Departamento Oberá; Loreto Departamento Candelaria; Arroyo del Medio, Departamento Leandro N. Alem; Santiago de Liniers, Departamento Eldorado. Puerto Iguazú, Departamento Iguazú; Ruiz de Montoya, Departamento Libertador General San Martín; Profundidad, Departamento Candelaria; Fachinal, Departamento Capital; General Manuel Belgrano, Departamento Manuel Belgrano; que elegirán cinco miembros.

- Ley n.º 2934 sancionada el 25 de julio de 1992: denomina San Antonio al municipio de General Manuel Belgrano.
- Ley n.º 2950 sancionada el 13 de agosto de 1992: denomina Puerto Piray al municipio de Piray.[6]
- Ley n.º 3848 sancionada el 6 de mayo de 2002: modifica los mínimos poblacionales de las categorías de municipios y el número de concejales, elevando además a segunda categoría a los municipios de tercera:

Art. 13. Modifícase el artículo 9 de la Ley 1.839, el que quedará redactado de la siguiente manera:

De conformidad a lo dispuesto por el artículo 2 de la Ley 257 y al Censo Nacional de Población 2001, se establece:

A) son municipios de primera categoría: Apóstoles, Aristóbulo del Valle, Campo Grande, Eldorado, El Soberbio, Jardín América, Leandro N. Alem, Montecarlo, Oberá, Posadas, Puerto Iguazú, Puerto Rico, San Pedro y San Vicente;
 
B) son municipios de segunda categoría: Alba Posse, Almafuerte, Arroyo del Medio, Azara, Bernardo de Irigoyen, Bonpland, Caá-Yarí, Campo Ramón, Campo Viera, Candelaria, Capioví, Caraguatay, Cerro Azul, Cerro Corá, Colonia Alberdi, Colonia Aurora, Colonia Delicia, Colonia Polana, Colonia Victoria, Colonia Wanda, Comandante Andrés Guacurarí, Concepción de la Sierra, Corpus, Dos Arroyos, Dos de Mayo, El Alcázar, Fachinal, Florentino Ameghino, Garuhapé, Garupá, General Alvear, General Manuel Belgrano, General Urquiza, Gobernador Roca, Gobernador López, Guaraní, Hipólito Yrigoyen, Itacaruaré, Libertad, Loreto, Los Helechos, Mártires, Mojón Grande, 9 de Julio, Olegario Víctor Andrade, Panambí, Piray, Profundidad, Puerto Esperanza, Puerto Leoni, Ruiz de Montoya, San Ignacio, San Javier, San José, Santa Ana, Santa María, San Martín, Santo Pipó, Santiago de Liniers, 25 de Mayo y Tres Capones.

- Ley n.º 4084 sancionada el 5 de agosto de 2004: crea el municipio de segunda categoría de Comandante Andresito en el departamento General Manuel Belgrano.[7]
- En junio de 2012 se dispuso la modificación del decreto ley n.º 1839/83 estableciendo la recategorización automática luego de cada censo poblacional.[8] Una vez conocidos los datos censales de 2010 en 2013 se recategorizaron a primera categoría: Dos de Mayo, Candelaria, Comandante Andresito, Garupá, Bernardo de Irigoyen, Colonia Wanda, Puerto Esperanza, Campo Ramón, San Ignacio, San Javier, 25 de Mayo y Campo Viera.[9]
- Ley XV n.º 16 sancionada el 1 de septiembre de 2016: designa con el nombre de Corpus Christi al municipio de Corpus, departamento San Ignacio.
- Ley XV n.º 17 sancionada el 3 de noviembre de 2017: crea el municipio de segunda categoría de Pozo Azul, comprendido en el departamento San Pedro.[10]
- Ley XV n.º 19 sancionada el 2 de julio de 2020: crea el municipio de segunda categoría de Salto Encantado, comprendido en el departamento Cainguás.[11]